# Maximiano García Venero
Maximiano García Venero (Santander, 1907-Madrid, 1975) fue un biógrafo, ensayista, historiador y periodista español.

## Biografía
Nacido en Santander el 22 de julio de 1907, fue periodista desde 1924.
García Venero defendió hacia 1927 desde el diario santanderino La Región la formación de un «Partido Provincialista», sin éxito. Trabajó en muchos otros periódicos, por ejemplo junto a José Antonio Primo de Rivera durante la Segunda República en el periódico Arriba, órgano oficial del partido falangista. En junio de 1936 estuvo al frente de la publicación clandestina Solidaridad Nacional, editada en Barcelona. Durante aquella época se infiltró en la CNT, donde organizó «grupos autónomos» que constituirían parte de la quinta columna una vez iniciada la sublevación de julio.
Tras el estallido de la Guerra Civil, pasó a dirigir durante algún tiempo el diario falangista Amanecer de Zaragoza. Bajo el seudónimo Tresgallo de Souza contribuyó a acuñar la expresión «rojo-separatista» y según Paul Preston habría tenido intención de montar una campaña internacional para impedir la ejecución de José Antonio Primo de Rivera, durante la Guerra Civil, a la cual Francisco Franco se habría supuestamente negado.
Fue un gran admirador de Azorín y escribió biografías de Víctor Pradera, Francisco de Paula Rius y Taulet, Francisco Cambó, Santiago Alba, Melquíades Álvarez, Alfonso XII, Joaquín Fanjul, Eduardo Dato y Torcuato Luca de Tena, entre otras. Su obra Falange en la guerra de España: La Unificación y Hedilla, sobre el falangista Manuel Hedilla, se vio acompañada de una réplica de Herbert Rutledge Southworth titulada Anti-Falange. Estudio crítico de «Falange en la guerra de España» de M. García Venero, que pretendía refutar algunos puntos de vista de García Venero; ambos trabajos fueron publicados en 1967 por la editorial Ruedo Ibérico.
Ideológicamente ha sido descrito como fascista, falangista y franquista. Apreciado durante la dictadura franquista por autores coetáneos como Azorín —«diestro periodista»—, Melchor Fernández Almagro —«excelente escritor»— y Gonzalo Fernández de la Mora —«con renovadora objetividad, proyecta, como todo lo que es Historia, un penetrante dardo de luz sobre el futuro»—, voces más contemporáneas se muestran más críticas con la obra de García Venero: José Manuel Cuenca Toribio afirma que fue un prolífico escritor, pero «poco verdaderamente útil se extraerá de sus animosos libros»; Ignacio Olábarri Gortázar le describe como un escritor del régimen «no profesional de la Historia», y según el Diccionario Akal de Historiadores españoles contemporáneos, de Gonzalo Pasamar e Ignacio Peiró, sus obras estaban caracterizadas por una «gran debilidad del aparato crítico y por la imprecisión».
García Venero falleció el 12 de febrero de 1975 en Madrid.

## Obras
- Desde el Cuartel General de Miaja al Santuario de la Virgen de la Cabeza. 30 días con los rojo-separatistas sirviendo a España: relato de un protagonista, Afrodisio Aguado, Valladolid (1937, bajo el seudónimo «Tresgallo de Souza»: coautor junto con el «capitán Reparaz»).[28]
- Víctor Pradera, guerrillero de la unidad, Editora Nacional (1943).[10][29]
- Rius y Taulet, 20 años de Barcelona, Editora Nacional, Madrid (1943).[11]
- Historia del nacionalismo catalán, 1793–1936, Editora Nacional, Madrid (1944).[19]
- Historia del nacionalismo vasco, 1793–1936, Editora Nacional, Madrid (1945).[19]
- Historia del parlamentarismo español (1946).[30]
- Vida de Cambó, prologado por Gregorio Marañón (1952).[31]
- Antonio Maura (1907-1909) (1953).[19]
- Melquíades Álvarez: Historia de un liberal, Editorial Alhambra (1954).[15]
- Historia de las Internacionales en España (1958).[32]
- Testigo en Argelia, Ediciones del Movimiento (1958).[33]
- Alfonso doce. El Rey sin ventura, Ediciones S.C.L., Madrid (1960).[16]
- Historia de los movimientos sindicalistas españoles, Ediciones del Movimiento, Madrid (1961).[26][34]
- Torcuato Luce de Tena y Álvarez-Ossorio, una vida al servicio de España (1961).[19]
- Canarias. Biografía de la región atlántica (1962).[35]
- Santiago Alba, monárquico de razón, Aguilar, Madrid (1963).[13]
- El general Fanjul, Madrid en el Alzamiento nacional, Ediciones Cid, Madrid (1967).[17]
- Falange en la guerra de España: La Unificación y Hedilla, Ruedo Ibérico (1967).[36][21]
- Historia del nacionalismo vasco (Edición definitiva), Editora Nacional, Madrid (1968).[37]
- Eduardo Dato. Vida y sacrificio de un gobernante conservador, Diputación Foral de Álava, Vitoria (1969).[18]
- Historia de la unificación, Distribuciones Madrileñas, Madrid (1970).[38]
- Testimonio de Manuel Hedilla, Ediciones Acervo (1972).[39]
- Madrid, julio de 1936, Ediciones Tebas, Madrid (1973).[40]